# Evan Arntzen
Evan Nigel Arntzen (* 1984 oder 1985 in Vancouver) ist ein kanadischer Jazzmusiker (Tenor- und Sopransaxophon, Klarinette, auch Gesang).

## Leben und Wirken
Evan Arntzens Vater Tom ist als Pianist, Sänger und Bandleader in Vancouver tätig; seine Mutter Georgina ist Sängerin und Mitglied des Hot Mammas Trio, sein jüngerer Bruder Arnt spielt Akustikgitarre, Banjo und ist Songwriter. Im Alter von sieben Jahren brachte ihm sein Großvater Lloyd den traditionellen Jazz nahe. Er hatte als Jugendlicher eine Band und spielte in einer High-School-Konzertband. Nach Erwerb des Bachelors of Arts an der Capilano University in Vancouver spielte er ein Jahr in der Jim Cullum Jazz Band in San Antonio und war 2010 Solist bei den Eröffnungszeremonien der Paralympischen Spiele. Er trat 2012 und 2013 mit Michael Bublé in den TV-Specials Home for the Holidays, ferner beim Dinah Washington Tribut-Konzert mit Jaclyn Guillou im TV-Sender CBC auf.
Artzen erhielt mehrere Auszeichnungen, darunter den Vancouver Arts Award (Emerging Artist in Music 2010), den Kobe Award beim Breda Jazz Festival (2010) und den Grand Prix de Jazz beim Montreal Jazz Festival 2009 (mit dem Amanda Tosoff Quartet). 2014 zog er nach New York City, um dort mit Vince Giordanos Nighhawks, Terry Waldos Gotham City Band und Jon-Erik Kellsos EarRegulars zu spielen. Seitdem trat er in renommierten New Yorker Veranstaltungsorten wie der Town Hall, Dizzy’s Club Coca-Cola, Birdland, Smalls und dem Apple Room im Jazz at Lincoln Center auf.
2015 wirkte Artzen mit den Nighthawks am Soundtrack zum HBO-Film Bessie  mit, einer Filmbiografie über Bessie Smith. Er ist außerdem Co-Leader des Quartetts Animule Dance; ferner wirkte er mit Catherine Russell. In den Vereinigten Staaten, Kanada und Europa arbeitete er außerdem mit Bria Skonberg, mit deren Quintett er beim Newport Jazz Festival 2015, dem New Orleans Jazz & Heritage Festival 2016 auftrat. Zu hören ist er auch auf dem 2017 mit dem Juno Award ausgezeichneten Album Bria. Im Bereich des Jazz war er laut Tom Lord zwischen 2002 und 2019 an 25 Aufnahmesessions beteiligt, darunter auch am Album Arntzen: 3 Generations in Jazz (2006), mit seinem Großvater, Vater und Bruder.
2009 veröffentlichte er unter eigenem Namen das Album Looks Like It’s Going to Snow bei Songlines, dem 2017 Meets la Section rythmique mit Dave Blenkhorn (Gitarre), Sébastien Girardot (Bass) und Guillaume Nouaux (Schlagzeug) folgte. Der frühere Down-Beat-Herausgeber Dan Morgenstern schrieb in den Liner-Notes: „Evan hat einen unverwechselbaren Stil auf beiden hier gewählten Instrumenten, auf denen er ansprechende Klänge, fließende Kommandos und das oft schwer fassbare Ding namens Swing bietet.“ Im gemeinsam mit Jon-Erik Kellso geleiteten Oktett veröffentlichte er 2019 das Album Jazz Crush.